# Conductisme social
Mentre que el conductisme psicològic es caracteritza per emprar el vincle E-R (estímul-resposta) per a la descripció del capteniment individual, el conductisme social l'empra amb el concepte d'actitud. Mentre que el vincle E-R, en el primer cas, s'aplica en el camp de les respostes emocionals o fisiològiques, en el segon cas s'aplica a la resposta completa d'un individu considerant-ne tant la interacció social com l'aspecte cultural associat.

## Relació amb el conductisme psicològic
El conductisme de John B. Watson, aplicat a les persones, apareix com una ampliació del seu ús en la descripció de la conducta animal, en què no hi ha introspecció. George H. Mead hi escrigué: “Quedava, però, el camp de la introspecció, de les experiències privades que pertanyen a l'individu, experiències comunament dites subjectives. Què calia fer-hi? L'actitud de John B. Watson fou la de la reina en Alícia al País de les Meravelles: «Talleu-los el cap!»; aquestes coses no existien. No existia la imaginació ni la consciència”.

## Conductisme social i actitud
El conductisme social es considera l'àmbit adequat tant per a la descripció de l'individu com del grup social. Això s'observa en l'ús del concepte d'actitud, ja que implica el vincle entre l'individu i el grup social. “En psicologia social no construïm la conducta del grup social en termes de conducta dels distints individus que el componen; sinó que partim d'un tot social determinat d'activitat social complexa, dins del qual analitzem (com a elements) la conducta de cadascun dels diferents individus que el componen: intentem explicar la conducta de l'individu en termes de conducta organitzada del grup social, en lloc d'explicar la conducta organitzada del grup social en termes de la conducta dels diferents individus que hi pertanyen”.
Resulta difícil prioritzar l'individu o el grup social puix que sense el primer no n'existeix el segon, mentre que si no existeix el grup social, l'actitud de l'individu pràcticament no pot formar-se, tret d'un nivell cultural molt limitat. Gino Germani afirma: “Una actitud es defineix com una disposició psíquica, per a alguna cosa o cap a alguna cosa, i representa l'antecedent intern de l'acció que arriba a organitzar-se en l'individu per l'experiència –val a dir, és adquirida- i resulta de la integració d'elements indiferenciats biològics i d'elements socioculturals específics”.
Es pot dir que, mentre el grup social tendeix a formar els components afectius i cognitius de l'actitud característica de cada individu, aquests components es projecten cap al grup social per caracteritzar-lo amb una espècie d'actitud característica grupal predominant. No tots els individus, però, són influenciables de la mateixa manera pel grup social ni influeixen de la mateixa manera sobre el grup, sinó que hi ha un equilibri dinàmic entre individu i societat. Gino Germani hi afig: “Entre altres avantatges, el concepte d'actitud presenta el de constituir el nexe entre les dues branques de què es compon la psicologia social actual: la psicologia social de grups o psicologia col·lectiva, i la psicologia social de l'individu”.

## Personalitat
Des del punt de vista de les actituds, es pot determinar el concepte de personalitat. Com que cada individu té els mateixos components afectius i cognitius bàsics que els altres, tot i que en diferents proporcions, aquestes proporcions li definiran la personalitat. Germani diu sobre aquest tema: “un grup d'investigadors interpreta la personalitat simplement com una col·lecció d'actituds específiques”. “Els seus principals autors, Cattel, Woodworth i Thorndike, afirmen que es pot reduir la personalitat a un cert nombre mínim de components bàsics i uniformes, anàlegs en totes les persones”. “El punt de vista comú dels autors d'aquesta tendència és que la personalitat s'ha de considerar com una funció social, però que alhora és capaç de transcendir-la. Diuen que si, d'una banda, en representa l'«aspecte subjectiu de la cultura», de l'altra té la capacitat de transcendir les formes culturals per transformar-se de simple receptora en creadora de noves formes. La tasca de la psicologia social consisteix a descriure com s'efectua aquest incessant procés de transmissió i creació de formes culturals en la personalitat humana”.

## Conductisme i interacció social
La qüestió interessant del conductisme social rau en la manera en què George H. Mead descriu la interacció social, per a qui l'acte psíquic social “és aquell en què l'individu serveix en la seua acció com a estímul a la resposta d'un altre individu”. “El caràcter primordial de l'organització social conductual no és que un individu del grup social faça el mateix que els altres, sinó que la conducta d'un individu siga un estímul perquè un altre individu faça un determinat acte, i que al seu torn aquest acte es transforme en estímul per a una posterior reacció per part del primer individu, i així en una interacció sense final”.
Aquesta interacció social, anomenada per Mead com una “conversa d'actituds”, és la que forma la individualitat associada a la personalitat de les persones. Germani hi agrega: “El sorgiment del «jo» obeeix a un procés d'interacció d'aquesta naturalesa. Segons Mead, allò que caracteritza el «jo» és la capacitat d'erigir-se en objecte per a ell mateix: ací en rau l'essència, de la mateixa individualitat. Açò el diferencia de la resta d'animals, doncs la raó també depén d'aquesta capacitat individual de situar-se en el mateix camp d'experiència que els altres éssers, amb qui interactua. La interacció social –la societat- es trasllada a l'interior de l'individu, i la seua essència com a ésser humà consisteix en la capacitat d'interacció amb ell mateix”.

## Interaccionisme simbòlic
Per a establir la interacció social cal una prèvia interacció simbòlica. Francis A. Merrill hi escriu: “La interacció dels éssers humans no és com la de les boles de billar, que xoquen entre si i es rebutgen, sinó que s'efectua amb símbols significatius entesos mútuament pels participants. La interacció social es realitza dins un conjunt d'expectatives i normes apreses en la infantesa a les quals l'individu n'adapta el capteniment després. La interacció social es caracteritza per «la presència d'actes expressius per part d'una o més persones, la percepció conscient o inconscient d'aquests actes per unes altres i l'observació final que aquests actes expressius els han percebut uns altres» (Jurgen Ruesch)”.
“Els ens socials efectuen aquesta interacció conservant cadascú una personalitat pròpia i la condició d'ens social adquirida pel contacte amb altres individus d'evolució semblant. En aquest procés de socialització, l'individu aprén a «assumir la funció de l'altre» i a posar-se mentalment en el lloc d'aquell enfront del qual reacciona (George H. Mead). Així, cadascú sospesa l'impacte que produeixen les seues paraules o gests sobre l'altre i en imaginar-se al seu lloc s'estimula a ell mateix: la interacció social no sols n'inclou la que té lloc entre dues persones, sinó també la de cada persona amb ella mateixa”.

## Formació de la personalitat
Des del conductisme social s'estableix també la manera en què un xiquet va formant la seua personalitat. Aquest procés ocorre quan l'individu “assumeix l'actitud o empra el gest que un altre individu utilitzaria, i a més respon o tendeix a respondre a aquest gest. El xiquet o xiqueta esdevé a poc a poc un ésser social per la seua pròpia experiència i actua cap a ell mateix d'un mode semblant al que utilitza quan es dirigeix als altres”.
Germani hi afig: “No s'ha de confondre aquest procés amb la imitació. Mead la critica i afirma que aquesta suposa ja l'emergència del «jo» acomplerta. Exemples d'aquesta interestimulació es troben en el capteniment del xiquet cap a la mare, o en el joc. Així, el xiquet o xiqueta adopta les paraules, gestos, tons de la mare, és a dir, adopta en si mateix el paper d'ella. En els jocs de l'infant la interacció és encara rudimentària. En aquesta fase hi ha una tendència a assumir un rol; així, el xiquet juga a ser algú, indi, cavall, etc.”. “En el joc organitzat es passa a un estadi en què l'assumpció d'un paper ja no es realitza a l'atzar i a l'arbitri de l'individu; en aquest cas cal respectar certes regles, que estableixen el conjunt de respostes que cal donar davant determinades actituds. En prendre l'ego certa actitud cal en l'altre certa resposta definida: el xiquet o xiqueta ha de tenir la capacitat d'incorporar a la seua psique les actituds de tots els altres inclosos en el joc. Aquestes actituds assumeixen en el joc una espècie d'unitat organitzada i aquesta organització de les actituds alienes, dels papers aliens en un tot unitari, és el que Mead denomina «l'altre generalitzat»”.

## Visió unificadora
Un dels objectius de les ciències socials és arribar a una visió general que abaste la major part dels fenòmens descrits; tracta d'establir una teoria general de l'individu i de la societat. Així, des dels components afectius de l'actitud característica (amor, odi, egoisme, negligència) es pot extraure certa ètica natural, i construir una teoria de l'acció ètica. Després, des dels components cognitius de l'actitud característica (referència en la realitat, en un mateix, en l'altre o en el que tots diuen), i emprant el mètode de prova i error de la ciència experimental, se'n pot extraure una lògica analògica, i construir-ne una teoria del coneixement. Des de la interacció simbòlica i el llenguatge és possible la interacció social i la formació de la personalitat. La personalitat es projecta cap a la cultura social. S'adverteix que, en principi, es poden abastar diferents conceptes associats a l'individu i a la societat des de la visió descriptiva emergent del conductisme social.